# 算額

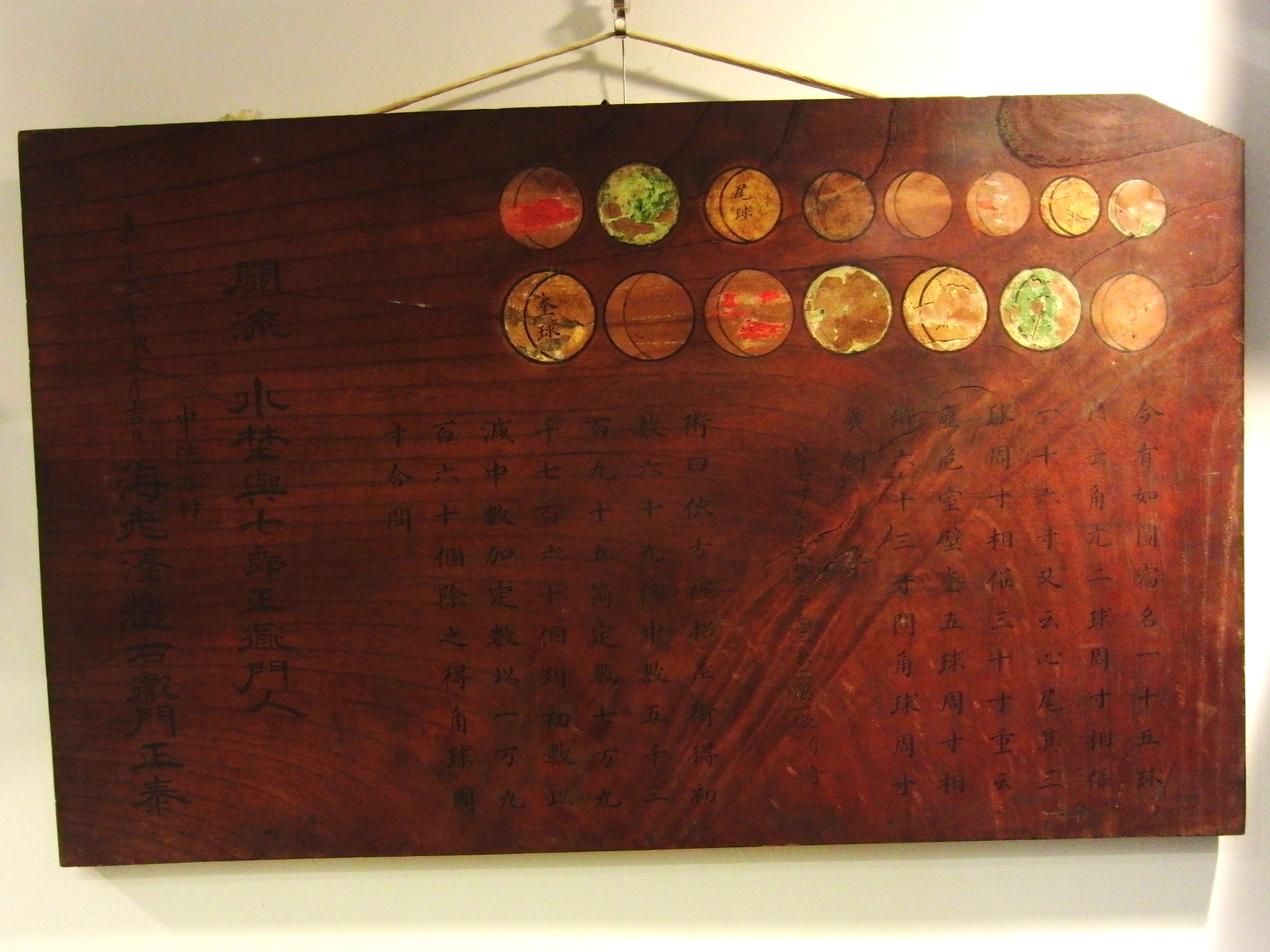
金王八幡宮（東京都渋谷区）の算額。渋谷区指定有形民俗文化財。嘉永3年（1850年）奉納。

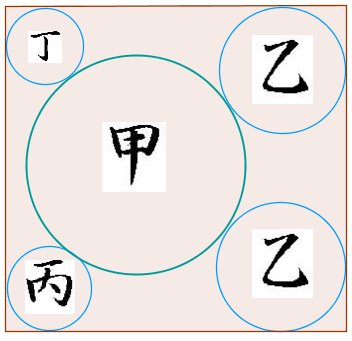
算額の問題例

算額（さんがく）とは、江戸時代の日本で、額や絵馬に和算の問題や解法を記して、神社や仏閣に奉納したものである。
平面幾何に関する算額（特に円の中に多数の円や別図形の中に多数の球を入れるなど接点を持つもの）が多い。和算家のみならず、一般の愛好家も数多く奉納している。

## 概要

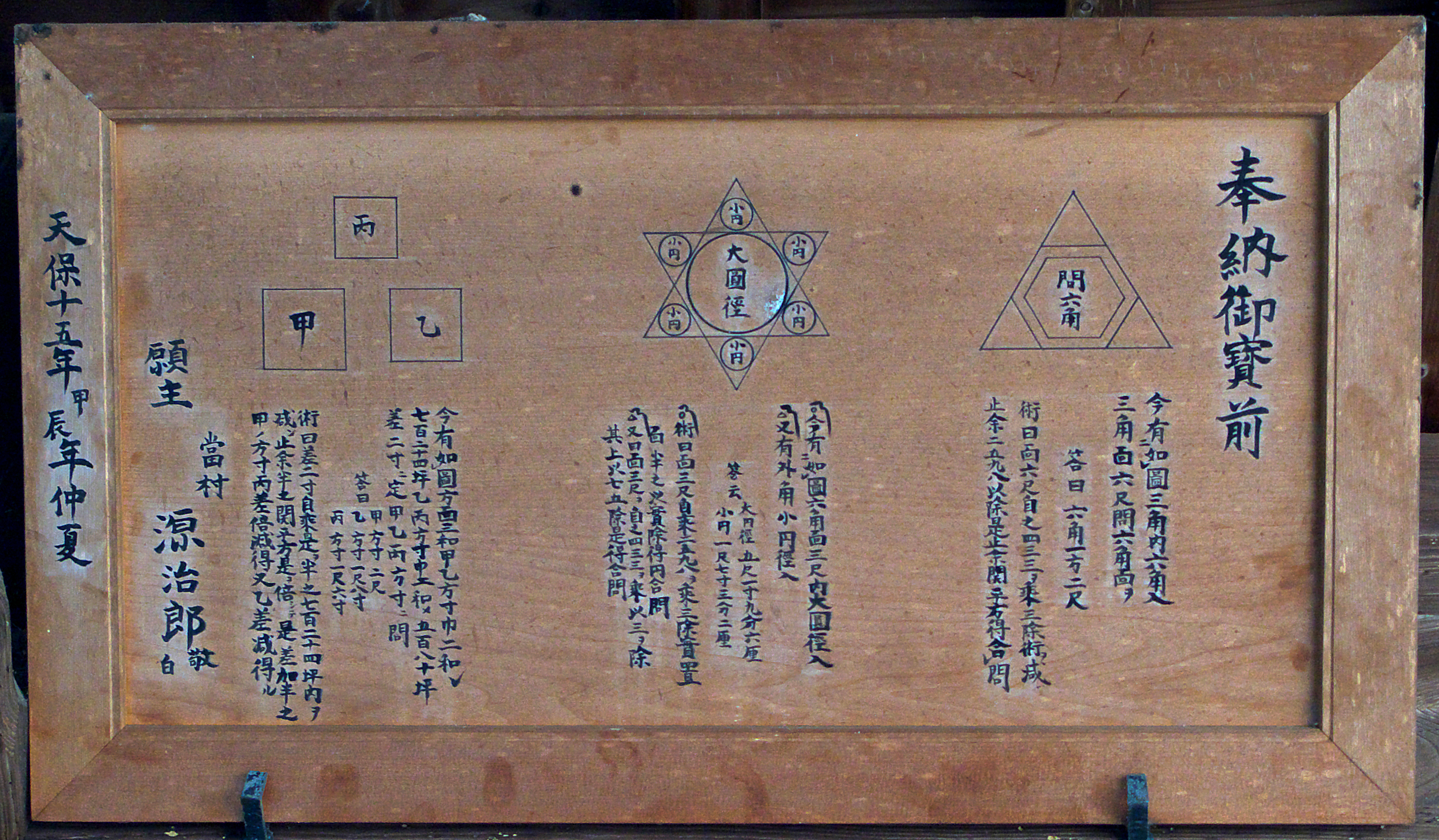
円満寺(奈良県)の算額。天保15年(1844年)奉納。

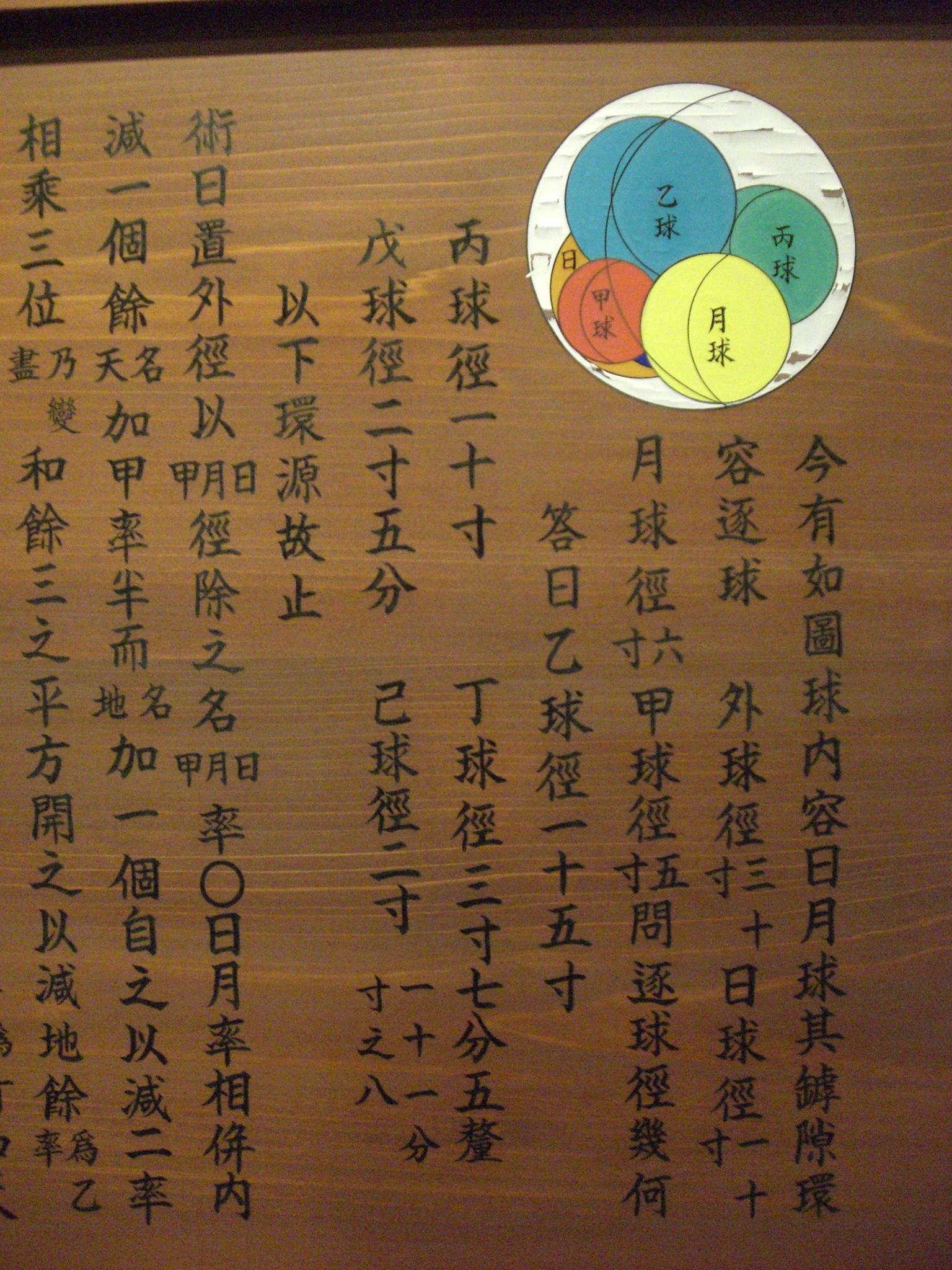
寒川神社(神奈川県)の算額(復元)。文政5年(1822年)奉納。「ソディの6球連鎖」に相当する問題であり、内田五観門下の入澤新太郎博篤によって100年以上前に既に解かれたことで世界的に知られる。

算額は和算において問題が解けたことを神仏に感謝し、ますます勉学に励むことを祈念して奉納されたと言われる。やがて人の集まる神社仏閣を問題の発表の場として、難問や問題だけを書いて解答を付けずに奉納するものも現れ、それを見て解答や想定される問題を再び算額にして奉納することも行われた。
1997年に行われた調査結果によると、日本全国には975面の算額が現存している。重要文化財や民俗文化財に指定されていて、現存する算額で最古の記年銘をもつのは栃木県佐野市の星宮神社に奉納された天和3年（1683年）のものであった。延宝8年（1681年）の村瀬義益『算学淵底記』によれば、17世紀中頃には江戸の各地に算額があったと記されており、ここでは目黒不動の算額の問題が紹介されている。京・大坂にはさらに古くから算額があったと推定される。17世紀後半には算額に書かれた問題を集めて書物にするものも現れ、出版物としての算額集の最初は寛政元年（1789年）藤田貞資『神壁算法』とされる。
算額奉納の習慣は江戸中期に入ると全国的に盛行し、特に寛政・享和・文化・文政は最も隆盛し、1年に奉納数が100面を越えたこともあったといわれている。明治に入ってからも昭和初年頃まで和算の伝統として継承された。算額の価値を見直す動きが各地で見られ、21世紀に至ってもなお算額の奉納を受け入れる神社もあり、算額を神社仏閣に奉納する人も増えている。和算の伝統を受け継いだのではないが、日本人の算術好きの文化事象とする主張もある。
2018年にはロザリー・ホスキングがカンタベリー大学の有志と京都の北野天満宮に外国人としては初の算額を奉納した。北野天満宮にも算額が現存するが、日本語と英語が書かれたものは初だという。

## 算額が多く分布する地域や寺社
現存する算額は関東地方や東北地方が多く、最も多いのが福島県の103面、次いで岩手県93面、埼玉県91面、群馬県などとなっている。長野県木島平村の算額8面は、山間部の小村としてはきわめて濃密に分布している例である。また、愛媛県松山市の伊佐爾波神社には22面の算額が奉納されており、これは1箇所で確認されているものとしては最多である。伊佐爾波神社の算額については、『道後八幡伊佐爾波神社の算額』として図録にまとめられ、同神社より発行されている。

## 司馬遼太郎の祖父と算額
司馬遼太郎の祖父も和算の嗜みがあり算額を奉納している。司馬の祖父は姫路郊外の生まれ。和算の先生が三条大橋の湾曲度を調べて円の大きさを算出せよ、と問題を出し試合を行った。答えが合うと姫路南方の広という村のお宮に額が上がるのだという。その村には司馬の先祖が代々400年住んでいた。司馬は祖父の生まれた村を知らなかったが、あるときその村に行き天満宮を訪れた。着いたときは夜になっていた。玉ぐしが千ほどあって、暗いので祖父の玉ぐしなどすぐには見つからないだろうと思ったが、懐中電灯をパッと照らすと何とそこに祖父の名前があったという。
司馬遼太郎の祖父の名前は福田惣八（そうはち）。惣八は黒船来航のショックで西洋嫌いになった。断髪令で人々がちょんまげをやめてもひとり結い続けた。一人息子の是定（しじょう）を小学校に入学させなかったのも小学校は西洋の教育を行うところだと思っていたからで、息子には寺屋（寺子屋）に通わせ和算と漢文を学ばせた。惣八が広畑（現在の姫路市広畑区）の天満宮に奉納した算額は、戦後ほどなく、天満宮を改装中に大工が処分してしまった。

## 文化財に指定された算額
- 八坂神社　京都府京都市東山区　元禄4年（1691年）長谷川鄰完奉納　重要文化財（国指定）[10]

- 金王八幡宮　東京都渋谷区渋谷　嘉永3年（1850年）水埜與七郎正衜門人 海老澤總右衛門正泰奉納　渋谷区指定有形民俗文化財
- 金王八幡宮　東京都渋谷区渋谷　安政6年（1859年）御粥安本門人 西條藩 山本庸三郎貴隆奉納　渋谷区指定有形民俗文化財
- 金王八幡宮　東京都渋谷区渋谷　元治元年（1864年）水野與七郎門人 野口冨太郎 源貞則奉納　渋谷区指定有形民俗文化財　珍しい扇型の算額[11]

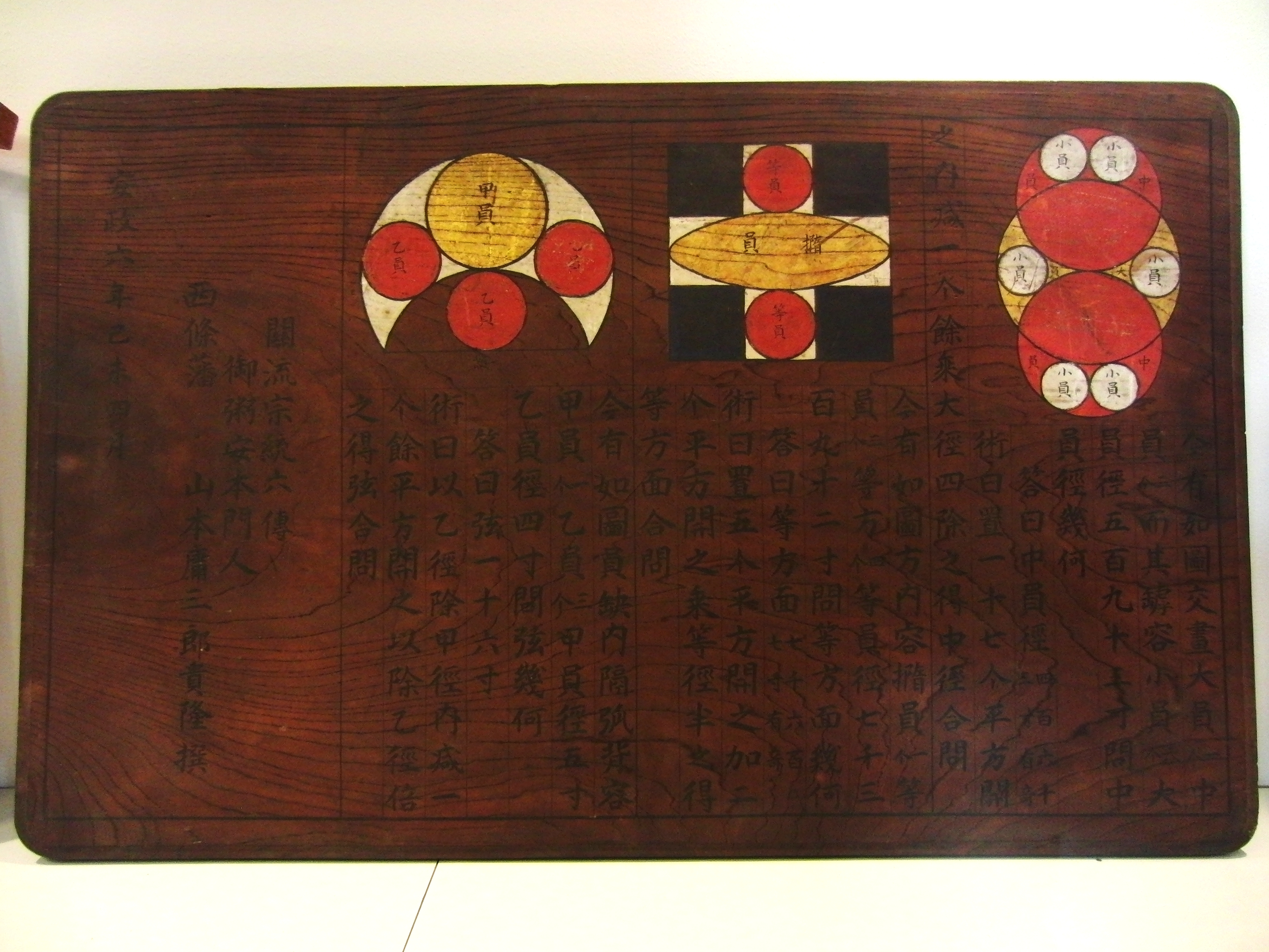
金王八幡宮（東京都渋谷区）の算額。安政6年（1859年）奉納。
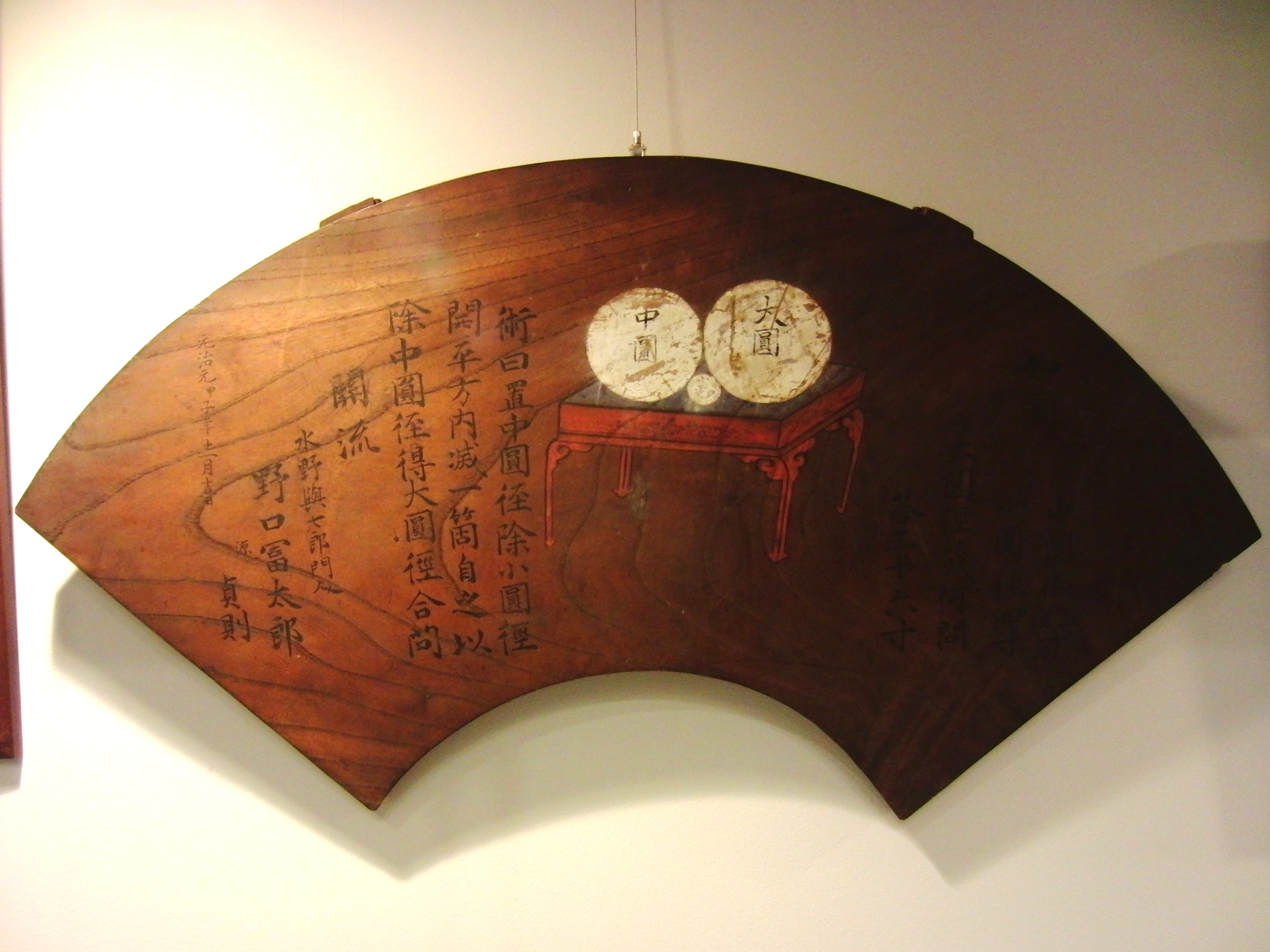
金王八幡宮（東京都渋谷区）の算額。元治元年（1864年）奉納。

- 正観寺　埼玉県本庄市都島　享保11年9月（1726年）戸塚盛政奉納　本庄市指定文化財（現存算額としては県内最古）
- 氷川神社 埼玉県川越市久下戸 文化8年（1811年）奥貫五平次正定他奉納 川越市指定文化財
- 八幡宮　群馬県高崎市　文化7年（1810年）関流小野栄重門人奉納　群馬県指定重要文化財
- 八幡宮　群馬県高崎市　安政7年（1860年）関流中曽根真吾門人奉納　群馬県指定重要文化財
- 榛名神社　群馬県高崎市榛名山町　文化8年（1811年）石田玄圭一徳門人奉納　群馬県指定重要文化財
- 冠稲荷神社　群馬県太田市細谷町　文化11年（1814年）大川栄信門人大川直信ほか3名奉納　群馬県指定重要文化財
- 桜井神社　愛知県安城市桜井町　寛政元年（1789年）藤田定資門人松崎與右衛門行乗奉納　愛知県指定有形民俗文化財
- 桜井神社　愛知県安城市桜井町　享和4年（1804年）齋藤氏門人清水幸三郎林直奉納　愛知県指定有形民俗文化財
- 大御堂寺　愛知県知多郡美浜町野間大坊　明和8年（1771年）榎本章清奉納　愛知県指定有形民俗文化財
- 伊佐爾波神社　愛媛県松山市桜谷町　享和3年（1801年）丸山良玄門人大西佐兵衛義全奉納 以下22面　愛媛県指定有形民俗文化財
- 弘仁寺　奈良県奈良市虚空蔵町　文政10年（1827年）奥田政八奉納　奈良市指定有形民俗文化財
- 弘仁寺　奈良県奈良市虚空蔵町　安政5年（1858年）石田算楽軒奉納　奈良市指定有形民俗文化財
- 円満寺　奈良県奈良市下山町　天保15年（1844年）源治郎奉納　奈良市指定有形民俗文化財
- 金乗院　千葉県野田市清水　安政6年（1859年）渡辺元五郎忠次奉納　野田市指定民俗文化財
- 太山寺　愛媛県松山市太山寺町　嘉永5年（1852年）茶屋何某奉納 松山市指定有形民俗文化財
- 龍泉寺　福島県二本松市二伊滝　寛政12年（1800年）高田要五郎一正奉納 二本松市指定有形文化財（歴史資料）
- 飯沼香取神社　埼玉県春日部市飯沼　弘化2年(1845年）中田善次郎政邦奉納　春日部市指定有形文化財
- 服部天神宮　大阪府豊中市服部元町　天保14年(1843年）近道流吉田傅兵衛奉納　豊中市指定有形民俗文化財[12]
- 服部天神宮　大阪府豊中市服部元町　明治9年(1876年）井村剛治奉納　豊中市指定有形民俗文化財[13]
- 大塩八幡宮　福井県越前市国兼町　元禄14年（1701年）蜂屋氏頼哉奉納　福井県指定有形民俗文化財[14]
- 石部神社　福井県鯖江市磯部町　明治10年（1877年）鯖江市指定有形民俗文化財[15]
- 中野神社　福井県鯖江市中野町　江戸時代末期　飯田市左衛門奉納　鯖江市指定有形民俗文化財[16]
- 舟津神社　福井県鯖江市舟津町　文化6年（1809年）鯖江市指定有形民俗文化財[17]
- 舟津神社　福井県鯖江市舟津町　安政2年（1885年）竹内重規ら奉納　鯖江市指定有形民俗文化財[18]
- 神明社　福井県鯖江市神明町　文政7年（1824年）辻本長兵衛奉納　鯖江市指定有形民俗文化財[19]

## 算額を扱った作品
- 冲方丁『天地明察』 角川書店、2009年12月、ISBN 404874013X
- 遠藤寛子『算法少女』筑摩書房〈ちくま学芸文庫〉、2006年8月、ISBN 4480090134。
- 永井義男『算学奇人伝』 TBSブリタニカ、1997年4月、ISBN 4484972034
- 金森敦子「算士とその妻」『瞽女んぼが死んだ』角川書店、1990年5月、ISBN 4048725777
  - ひっそりと算額を掲げ、和算を根底から支えていた人びとの物語。
- 小野寺公二『算学武士道』文藝春秋、1989年2月、ISBN 978-4163107707。
  - 貧しく未来の見えない生活の中で主人公は算学にのめりこみ、自作の算額を挙げることのみを目指す。その精神は剣にかける武士道のように命を賭したものになっていく。
- タイムスクープハンター「“算額”頭脳バトル」の回（NHK・2010年4月19日放送）
- 脚本：中川　真／作画：風狸　けん『和算に恋した少女』 小学館ビッグコミック、2013年2月4日、ISBN 978-4-09-184868-0
- 金重明『算学武芸帳』 朝日新聞社、1997年9月